# Макуку (Рио-де-Жанейро)
Макуку (порт. Macuco) — муниципалитет в Бразилии, входит в штат Рио-де-Жанейро. Составная часть мезорегиона Центр штата Рио-де-Жанейро. Входит в экономико-статистический микрорегион Кантагалу-Кордейру. Население составляет 5246 человек на 2007 год. Занимает площадь 77,080 км². Плотность населения — 57,1 чел./км².

## История
Город основан 10 сентября 1890 года. 

## Статистика
- Валовой внутренний продукт на 2003 год составляет 38 877 161,00 реалов (данные: Бразильский институт географии и статистики).
- Валовой внутренний продукт на душу населения на 2003 год составляет 8405,87 реалов (данные: Бразильский институт географии и статистики).
- Индекс развития человеческого потенциала на 2000 год составляет 0,769 (данные: Программа развития ООН).